# Verlengde gedraaide vijfhoekige dubbelkoepel
Een verlengde gedraaide vijfhoekige dubbelkoepel is in de meetkunde het johnsonlichaam J39. Deze ruimtelijke figuur kan worden geconstrueerd door twee vijfhoekige koepels J5 met hun congruente grondvlakken op het grond- en bovenvlak van een decagonaal prisma te plaatsen. Hetzelfde geldt voor een verlengde vijfhoekige orthogonale dubbelkoepel J38, maar het verschil is dat de vijfhoekige koepels in de beide lichamen 36° verschillend ten opzichte van elkaar zijn gedraaid.
- (en)  MathWorld. Elongated Pentagonal Gyrobicupola.